# Малашонок, Леопольд Владимирович
Леопо́льд Влади́мирович Малашо́нок (1932 — 2016) — советский и российский архитектор.

## Работы
Выпускник МАРХИ. В качестве архитектора принял участие в создании станции метро «Китай-город» (Москва), здания Курского вокзала (Москва), обкома КПСС и администрации Ярославской области (Ярославль), спортивного комплекса «Атлант» (Ярославль), автор проекта Дома политического просвещения (инженер Л. Кацман), использованного в Череповце (в начале 1980-х годов), Рыбинске (1985) и др.
Соавтор проектов офисных комплексов в Москве (Дегтярный пер., 4-6, Тверская ул. 22б).

## Награды и премии
- Государственная премия РСФСР в области архитектуры (1983) — за архитектуру новой застройки и завершение реконструкции исторического ансамбля Советской площади в Ярославле
- премия «Золотое сечение» (1999)